# Edificio El Corte Inglés de Jaén
El edificio El Corte Inglés de Jaén es una construcción de estilo moderno de principios del siglo XXI situada en la ciudad española de Jaén.

## Historia
El edificio fue construido entre los años 2006 y 2007, en los terrenos de la antigua Escuela Politécnica de la Universidad de Jaén y del antiguo Estadio de la Victoria. Todo ello en el marco de un acuerdo urbanístico firmado en el año 2002 entre el Ayuntamiento de Jaén, la Universidad y El Corte Inglés. Fue inaugurado el 29 de noviembre de 2007 por el presidente de El Corte Inglés Isidoro Álvarez. Con un coste de 110 millones de euros, se convirtió en el centro más moderno de El Corte Inglés en Jaén.